# Блокада Берлина
Блокада Берлина (24. јун 1948 — 11. мај 1949) била је једна од првих великих међународних криза Хладног рата, и прва таква криза која је довела до жртава. Током међународне окупације пост-нацистичке Немачке, Совјетски Савез је западним савезницима блокирао железнички и аутомобилски приступ секторима Берлина, које су они контролисали. Циљ је био да се западне силе натерају да дозволе совјетској зони да почне да снабдева град храном и горивом, што би Совјетима дало практичну контроллу над целим градом.
Као одговор, западни савезници су организовали Берлински ваздушни лифт за снабдевање намирницама грађана Берлина. Током Другог светског рата, ваздушни лифт за снабдевање немачке 6. армије током Стаљинградске битке је морао да дневно дотури 300 тона хране, али је ретко прилазио близу овој цифри. Обично је дотурано само око 24 тоне хране; Берлин би захтевао 4.000 тона дневно, што је више него десет пута већа количина. Ваздухопловство Сједињених Држава, Краљевско ваздухопловство, и ваздухопловства других чланица Комонвелта нација су спровели преко 200.000 летова којима су достављали 13.000 тона хране дневно, у операцији која је трајала скоро годину дана. До пролећа 1949. је било јасно да је операција доживела успех, а до априла ваздушним лифтом је достављана већа количина намирница него што је претходно стизало у град железничким транспортом.
Успех ваздушног лифта је представљао понижење за Совјете, који су упорно тврдили да никад неће профункционисати. Када је постало јасно да је ваздушни лифт ефикасан, у мају је подигнута блокада. Један заоставштина ваздушног лифта су три аеродрома у некадашњим западним зонама града.